# Persis Khambattaová
Persis Khambattaová (2. října 1948 Bombaj – 18. srpna 1998 Bombaj) byla indická modelka a herečka.
Modelingu se začala věnovat ve 14 letech, v roce 1965 se zúčastnila soutěže Miss India, kterou vyhrála, a následně i Miss Universe. Roku 1969 se objevila v indickém avantgardním snímku Bombai Raat Ke Bahon Mein, v roce 1975 obdržela malé role v britských filmech Nevhodné chování a Spiknutí. Její zřejmě nejvýznamnější rolí je poručík Ilia, navigátor hvězdné lodi USS Enterprise, ve snímku Star Trek: Film (1979). Dále hrála ve filmech Noční dravci (1981), Megaforce (1982) či Warrior of the Lost World (1983), hostovala také v některých seriálech (Mike Hammer, MacGyver). Jejím posledním vystoupením před kamerami byla v roce 1993 role indické velvyslankyně v pilotní epizodě seriálu Superman.
Zemřela roku 1998 ve věku 49 let na infarkt myokardu.

## Filmografie
- 1968 – Bombai Raat Ke Bahon Mein
- 1969 – Kamasutra – Vollendung der Liebe
- 1978 – Spiknutí
- 1975 – Nevhodné chování
- 1977 – The Man with the Power (TV film)
- 1979 – Star Trek: Film
- 1981 – Noční dravci
- 1982 – Megaforce
- 1983 – Warrior of the Lost World
- 1983 – Casablanca (seriál)
- 1985 – My Beautiful Laundrette
- 1985 – First Strike
- 1986 – Hunter) (seriál)
- 1986 – MacGyver (seriál)
- 1986 – Shingora (TV film)
- 1986 – Jazira (videofilm)
- 1987 – Mike Hammer (seriál)
- 1987 – Phoenix the Warrior
- 1988 – Smrtící diamant (videofilm)
- 1993 – Superman (seriál)
- 1998 – Not a Nice Man to Know (seriál)